# Test poklicnih interesov
Test poklicnih interesov (TPI) je namenjen za ugotavljanje vrste in moči poklicnih interesov pri mladostnikih od 12. leta naprej, primeren pa je tudi za odrasle. Uporabljajo ga lahko univerzitetno diplomirani psihologi-pedagogi in psihologi, spada pa v kategorijo A (enostaven za uporabo). 

## Osnovne informacije
Test je originalno izšel leta 1955 pod imenom BerufsInteressenTest (BIT), njegov avtor pa je bil dr. Martin Irle. Leta 1967 sta ga za naš prostor pripravili Živana Bele-Potočnik in Minka Zajc.

## Struktura
TPI vključuje devet področij, za katere posamezniki izražajo svoje interese z izbiranjem enega izmed štirih danih opravil. Področja so naslednja:
- manuelno delo
- umetna obrt
- tehniška merjenja
- prehrana
- kmetijstvo
- trgovina
- administracija
- kultura in
- socialno delo

Čas reševanje testa je sicer neomejen, vendar pa večinoma traja nekje od 20 do 80 minut, povsem odvisno od posameznika.

## Statistične značilnosti

### Zanesljivost
Retestna zanesljivost po posameznih področjih je med 0, 77 in 0, 88 pri 307 učencih 8. razredov v SR Hrvaški in med 0, 85 in 0, 95 pri 27 učenkah 8. razreda.
Pri metodi analize homogenosti se koeficienti nahajajo med 0, 970 in 0, 997, pri vzorcu 329 učenk 8. razredov v Ljubljani.
Po Kuder-Richardsonovi sta avtorici zanesljivost izračunali pri 200 učencih 8. razredov v Beogradu in 246 učencih 8. razredov v Skopju. Koeficienti so med 0, 759 in 0, 949.

### Norme
Test ima norme ločene glede na spol in dodatno še na to, ali učenci oziroma učenke prihajajo iz mesta ali z vasi. Norme so dobljene samo za učence osmih razredov osemletnih osnovnih šol.